# Werneck

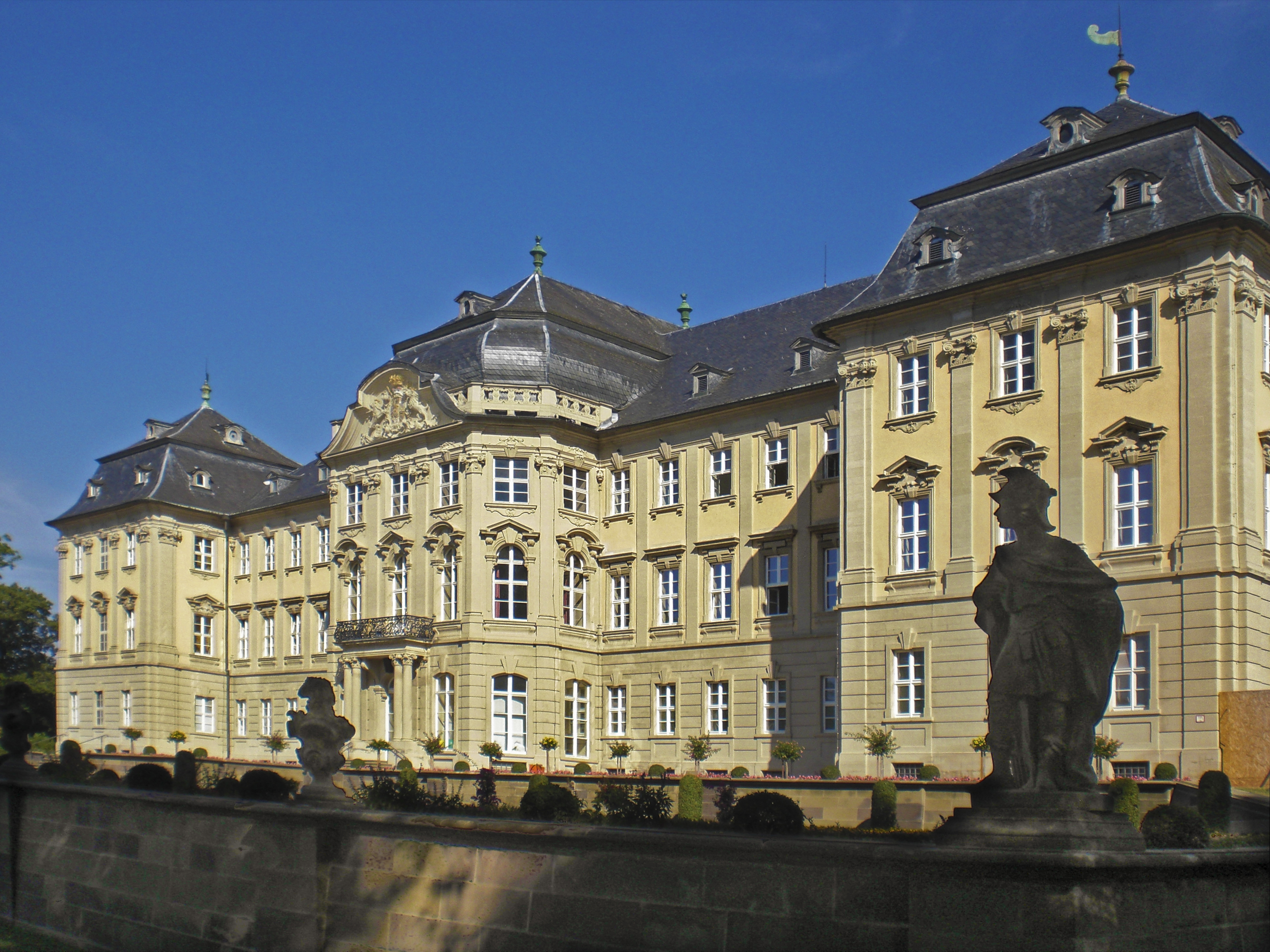
Werneck

Werneck este o comună-târg din districtul Schweinfurt, regiunea administrativă Franconia Inferioară, landul Bavaria, Germania.

## Obiective turistice
Castelul din această localitate a fost creat de marele arhitect german Balthasar Neumann.

## Galerie de imagini

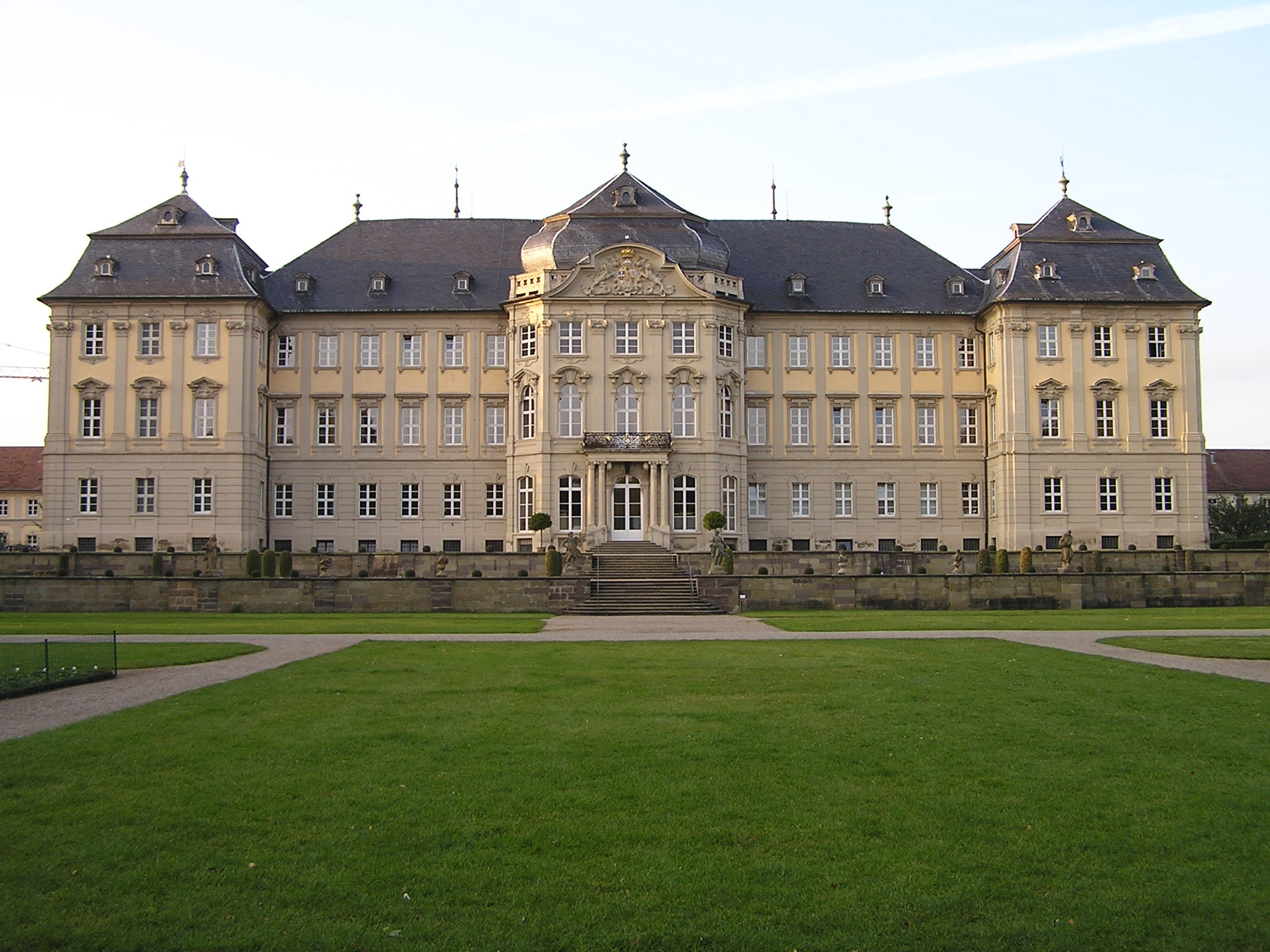
Castelul Werneck, construit de Balthasar Neumann